# 1744
1744 (MDCCXLIV) fue un año bisiesto comenzado en miércoles según el calendario gregoriano.

## Acontecimientos
- 5 de enero: Luis XV de Francia sobrevive a un intento de asesinato de Robert–François Damiens, quien fue la última persona ejecutada en Francia con la tradicional pena capital utilizada para los regicidas.
- 8 de marzo: comienzo de la fundación de la ciudad de Las Piedras, Uruguay.
- 8 de diciembre: Chile: Fundación de la ciudad de Copiapó por José Manso de Velasco.

## Nacimientos
- 5 de enero: Gaspar Melchor de Jovellanos, político y escritor español (f. 1811)
- 1 de mayo: Filippo Fontana, arquitecto y escenógrafo boloñés (f. 1800)
- 23 de junio: Micaela Bastidas, revolucionaria peruana (f. 1781).
- 17 de julio: Elbridge Gerry, político estadounidense (f. 1814)
- 1 de agosto: Jean-Baptiste Lamarck, biólogo y botánico francés (f. 1829)
- 11 de agosto: Tomás Antonio Gonzaga, poeta, jurista y activista político brasileño de origen portugués, autor de Marília de Dirceu (n. 1744).
- 16 de agosto: Pierre Méchain astrónomo y geógrafo francés (f. 1804)
- 28 de agosto: Agustín de Pedrayes matemático español (f. 1815)
- 9 de noviembre: Ferdinand von Hompesch zu Bolheim, Gran maestre de la Orden de Malta.

## Fallecimientos
- 23 de enero: Giambattista Vico, filósofo moderno (n. 1668)
- 14 de febrero: John Hadley, Matemático y astrónomo inglés (n. 1682)
- 30 de mayo: Alexander Pope, poeta británico (n. 1688)
- 29 de junio: André Campra, compositor barroco francés (n. 1660)
- 17 de octubre: Giuseppe Guarneri, violero italiano (n. 1698)